# Rosamunde Pilcher: Stunden der Entscheidung
Stunden der Entscheidung ist die 17. Folge der ZDF-Filmreihe Rosamunde Pilcher und wurde 1997 in der Rubrik „Herzkino“ erstausgestrahlt. Vorlage war die Erzählung „Christabel“ der Schriftstellerin. Die Folge wurde von der Polyphon Film- und Fernsehgesellschaft produziert. Als Drehort diente unter anderem die Burgruine von Tantallon Castle und das Hotel Waldorf Astoria Edinburgh in Edinburgh. Regisseurin Karola Meeder inszenierte bereits die vorige Folge Irrwege des Herzens.

## Handlung

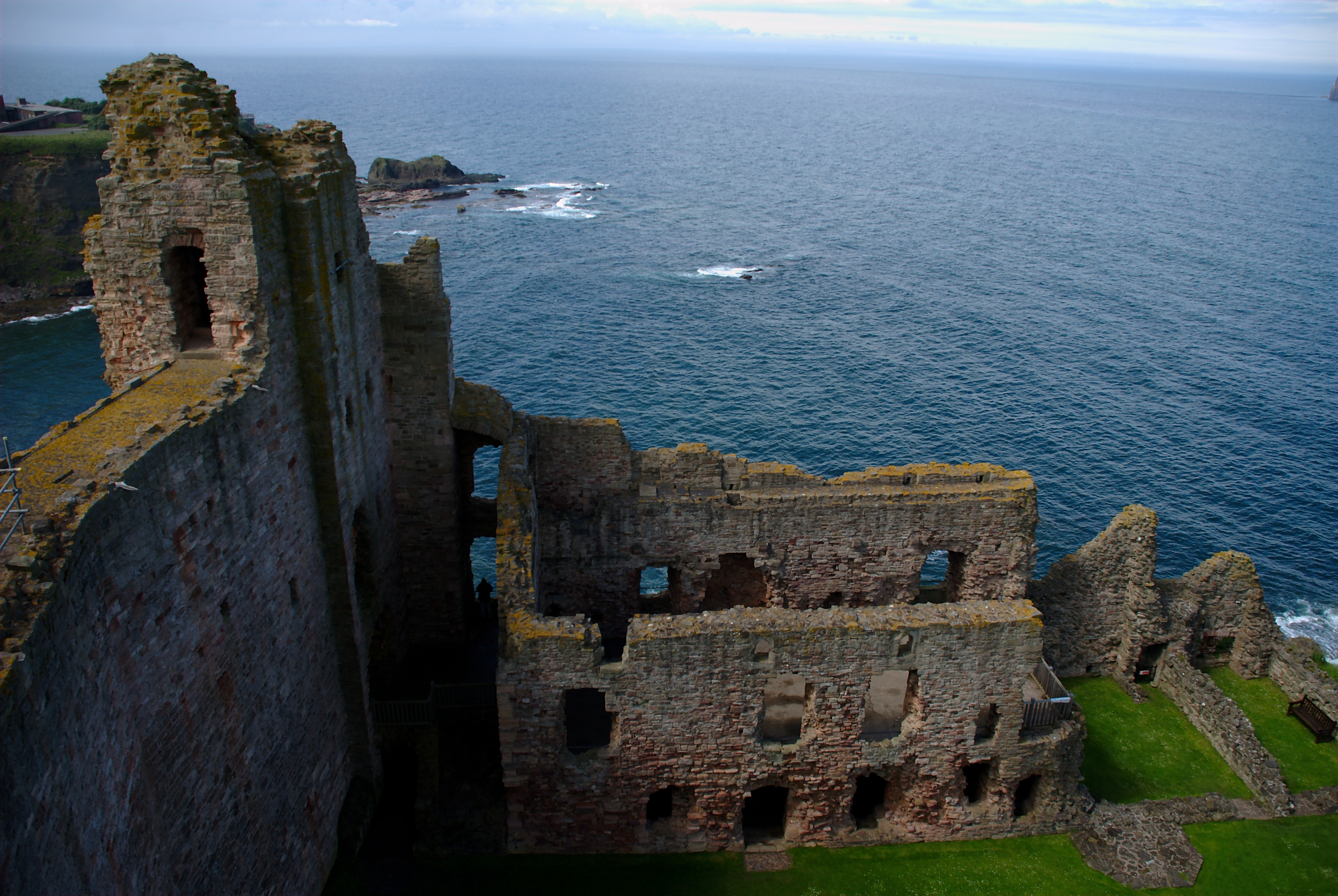
Tantallon Castle, einer der Drehorte des Films

Die in den USA studierende Christabel Lowyer fliegt in den Semesterferien nach Schottland zu ihren Eltern und bringt aus den USA ihren Verlobten Nigel Davenport mit. Ihre Eltern sind alles andere als begeistert, dass ihre Tochter einen Amerikaner ehelichen möchte. Als sie in ihre Heimat auf ihren Jugendfreund Sam Chrichtan trifft, erweckt dies in ihr ein Gefühlschaos. Sie fühlt sich immer noch zu ihm hingezogen und für sie beginnen Stunden der Entscheidung.

## Kritik
Die Kritiker der Fernsehzeitschrift TV Spielfilm gaben dem Melodram eine mittlere Wertung, den Daumen zur Seite, und fassten ihre Wertung kritisch-lakonisch zusammen: „Wir entscheiden: Umschalten zum Tagestip“.